# Wohn- und Wirtschaftsgebäude Meyenburger Damm 8
Das Wohn- und Wirtschaftsgebäude Meyenburger Damm 8 in der niedersächsischen Gemeinde Schwanewede, Ortsteil Meyenburg, stammt aus der ersten Hälfte des 19. Jahrhunderts. Aktuell (2025) wird es zum Wohnen genutzt.
Das Gebäude steht wie der Ortskern unter Denkmalschutz (siehe auch Liste der Baudenkmale in Schwanewede).

## Geschichte und Beschreibung
In einer Urkunde von 1309 werden die Rechte an eine von der Bürgerschaft der Stadt Bremen gemeinsam mit den Grafen von Stotel, Delmenhorst und Oldenburg und einigen Adelsfamilien der Region erbauten Burg festgelegt. Der älteste Siedlungsbereich zwischen der Burg und dem Geestrand besteht aus dem Meyenburger Damm mit ortstypischem Querschnitt und Kopfsteinpflaster sowie seitlicher Begrenzung durch die Laubbäume der Höfe sowie Hecken und wenige Einfriedungen sowie den giebelständigen großen Wohn- und Wirtschaftsgebäuden und Hofanlagen, zumeist in Backstein (Nr. 1, 3, 4, 7, 8, 14 bis 16, 20, 27) sowie Kirche St. Luciae, Pfarrhaus, Friedhof, Schule und Gasthaus.
Das eingeschossige giebelständige Wohn- und Wirtschaftsgebäude in Backstein mit reetgedecktem Krüppelwalmdach, am Wohngiebel mit Vollwalm, Uhlenloch und heute verglaster Grooter Door mit Korbbogen sowie Ladeluke, stammt von 1839 (Inschrift). Einige Seitenwände in Fachwerk sind erhalten.
Das Landesdenkmalamt befand u. a.: „… typisches Hallenhaus des 19. Jahrhunderts in Zweiständerbauweise …“